# Pierrière

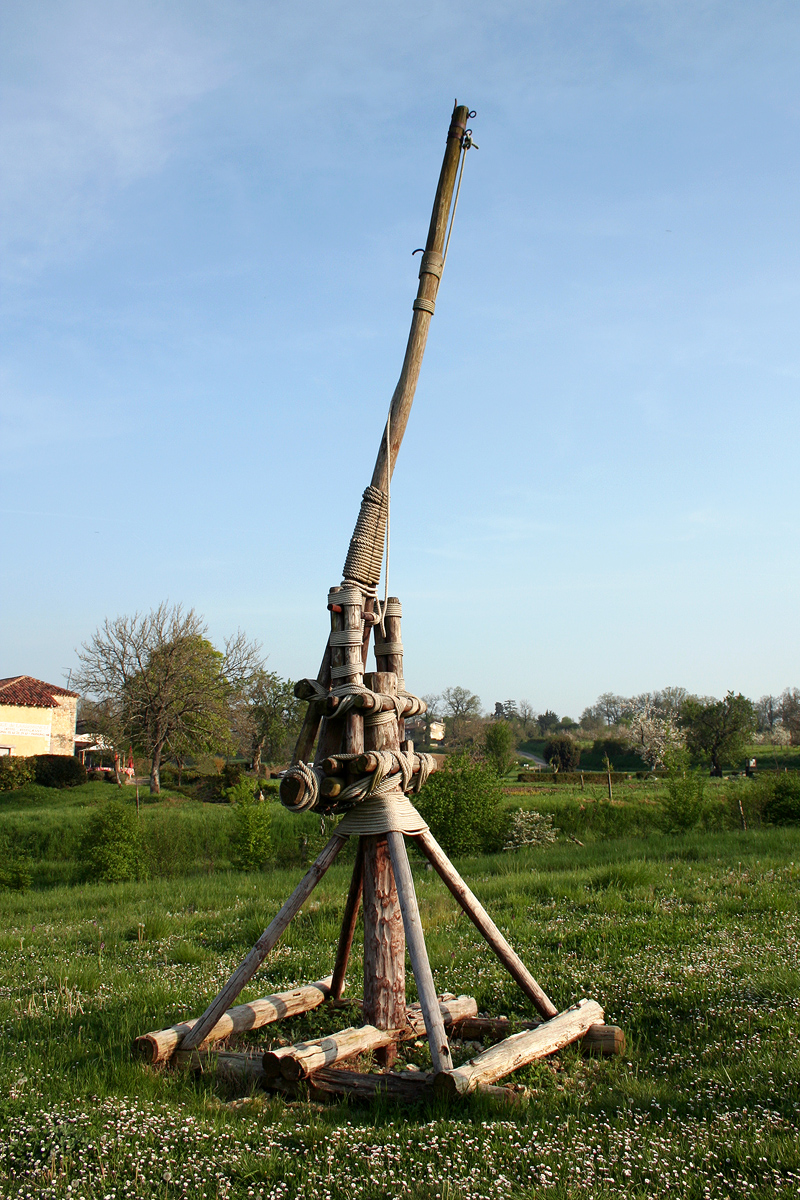
Replica van een pierrière.

De pierrière of petraria is een middeleeuws slingerarm-artilleriewapen. De pierrière is net als alle andere artilleriewapens uit de oudheid en vroege middeleeuwen een katapult; een wapen dat gebruikmaakt van mechanische energie om projectielen weg te schieten. De pierrière is een voorloper van de veel bekendere en krachtigere trebuchet.

## Werking
De pierrière maakt gebruik van het hefboomeffect: de kleine trekbeweging op het korte stuk van de arm wordt omgezet in een grote beweging op de slingerarm. De pierrière bestaat uit een slingerarm met aan de lange kant een slinger, die aan de ene kant vastzit aan de arm en aan de andere kant met een ring over een pin op het uiteinde van de slingerarm geschoven is. De korte kant van de arm wordt met mankracht omlaag getrokken, waardoor de lange arm met het projectiel omhoog slingert. Wanneer de arm in bijna verticale positie is stoot de korte arm tegen de stijl van de machine, waarbij de slingerring van de armpin schuift en het projectiel uit de slinger wordt geworpen.
De slingerkatapult kan 1 tot 2 projectielen per minuut van 1 tot 12 kilogram tot 80 meter wegslingeren. Kleine pierrières konden door één persoon bediend worden, grotere hadden tot 16 trekkrachten.
De pierrière bood grote voordelen ten opzichte van eerdere belegeringsmachines: de machine was goedkoop te bouwen en zowel de bouw als bediening kon door relatief ongeschoold personeel worden uitgevoerd; zo zou de pierrière die in 1218 Simon IV van Montfort doodde door vrouwen en meisjes uit Toulouse zijn bediend. Een ander voordeel was de hoge vuursnelheid; tijdens de Reconquista bij het beleg van Lissabon in 1147 schoten twee Engelse pierrières in acht uur tijd zo'n 5000 projectielen op de stad af.

## Geschiedenis

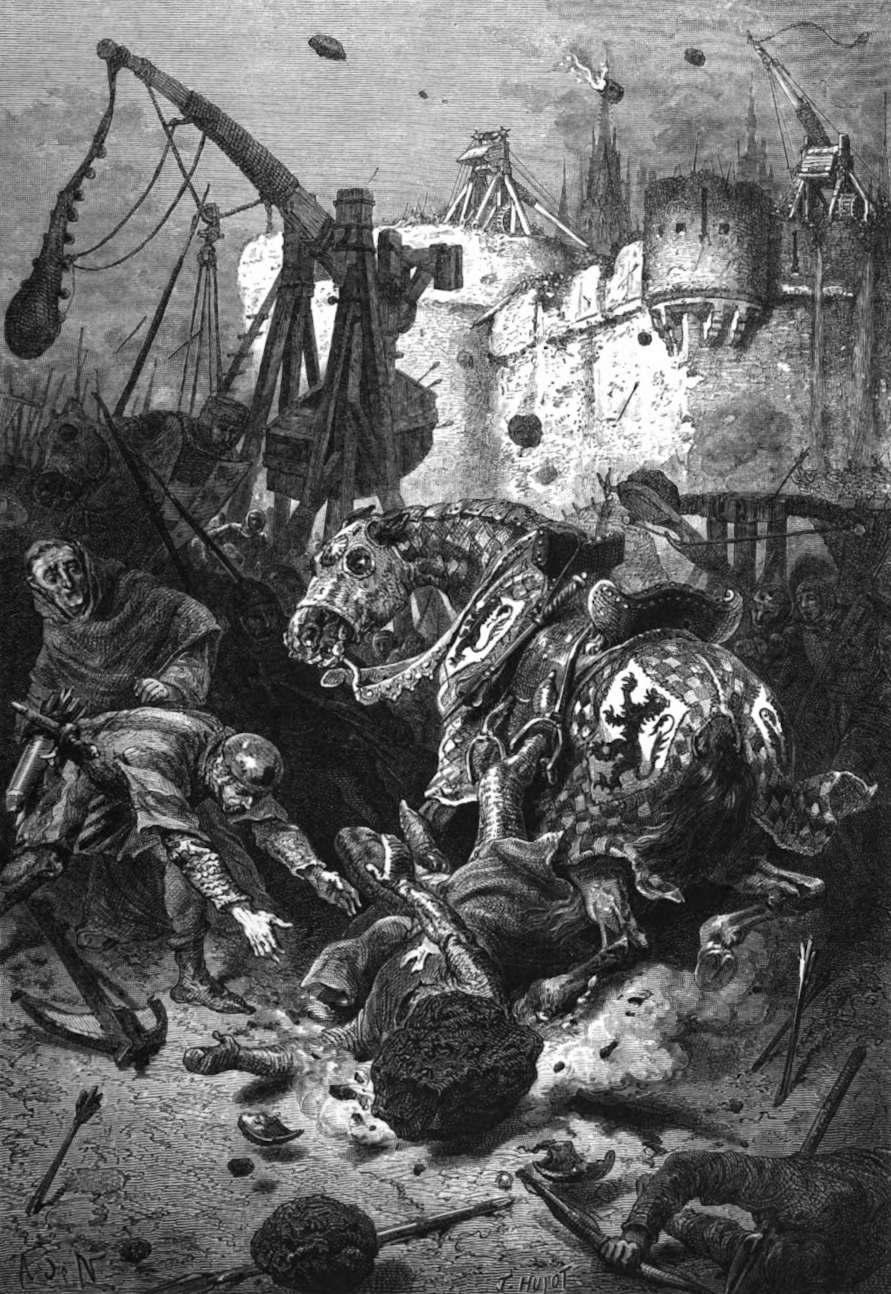
De dood van Simon van Montfort door een pierrièreprojectiel.

Slingerarmkatapulten zijn gebaseerd op de stafslinger (Latijn: fustibalus), die weer is gebaseerd op het oeroude projectiel-handwapen de slinger. Al voor het begin van onze jaartelling bestonden in het oude China trekslingerkatapulten: in de teksten van de Chinees filosoof Mozi uit de 4e eeuw v.Chr. wordt een dergelijk apparaat beschreven. Via de zijderoute zou het wapen uiteindelijk zijn weg naar Europa vinden. In zijn Strategikon uit de 6e eeuw schrijft de Byzantijnse keizer Mauricius over een slingerkatapult, een "naar twee kanten draaiende ballista". Aan het einde van de 6e eeuw verscheen de slingerarmkatapult ook in Europa, maar tot de 11e eeuw werd deze niet veel gebruikt. Rond die tijd werden oude versterkingen als palissades en donjons vervangen door vrijwel onneembare stenen forten en kastelen. Om deze in te nemen waren nieuwe krachtigere belegeringswapens nodig. Dit werden de slingerarmkatapulten. Vroege slingerarmen zoals de hierboven geschreven machines werkten volledig op trekkracht. Tijdens het beleg van Toulouse in 1218 werd de aanvoerder van de belegeraars Simon IV van Montfort gedood door een steen afkomstig van een pierrière uit de stad. Ook in 1244 bij het beleg van het kasteel van Montségur, de belangrijkste vesting van de Katharen, werden pierrières ingezet. Bij latere modellen zoals de mangonel en trebuchet werd een contragewicht toegevoegd, waardoor deze machines veel krachtiger werden en stenen van meer dan honderd kilogram honderden meters konden wegslingeren. Begin 14e eeuw verschenen de eerste buskruit-belegeringswapens, maar omdat deze eerste kanonnen nog niet erg betrouwbaar waren werden trebuchets tot aan het einde van de 15e eeuw gebruikt.